# Сорокин, Павел Шамильевич
Па́вел Шами́льевич Соро́кин (род. 14 августа 1963, Москва) — советский и российский дирижёр и пианист. Заслуженный артист Российской Федерации (1997).

## Биография
Родился в артистической семье — народного артиста РСФСР, премьера Большого театра Шамиля Ягудина и народной артистки РСФСР, певицы, солистки Большого Тамары Сорокиной.
С раннего детства начал заниматься музыкой. Сначала обучался в Центральной музыкальной школе при Московской государственной консерватории им. П. И. Чайковского, затем в Московской консерватории: в 1980—1985 годах — на фортепианном факультете в классе профессора Льва Наумова, а в 1985—1989 годах — на дирижёрском факультете в классе народного артиста СССР, профессора Юрия Симонова. Оба факультета окончил с отличием. Продолжал обучение в Парижской национальной консерватории у профессора Ж.-С. Беро в 1987—1989 годах, потом стажировался в США у Леонарда Бернстайна и Сэйдзи Одзавы.
Будучи студентом, в 1983 году, был принят в Большой театр на должность концертмейстера балетной труппы. С 1989 года — дирижёр Большого.
В 2000—2002 годах — главный дирижёр Государственного симфонического оркестра телевидения и радио РФ.
В 2003—2007 годах — главный дирижёр Симфонического оркестра России п/у Вероники Дударовой.
С 2007 года — приглашённый дирижёр Королевской оперы.

## Репертуар

### Постановки

#### Опера
- М. Глинка «Иван Сусанин»
- П. Чайковский «Опричник»
- П. Чайковский «Орлеанская дева»
- П. Чайковский «Евгений Онегин»
- П. Чайковский «Пиковая дама»
- А. Бородин «Князь Игорь»
- М. Мусоргский «Хованщина» (редакция Н. Римского-Корсакова)
- Н. Римский-Корсаков «Царская невеста»
- Н. Римский-Корсаков «Моцарт и Сальери»
- Н. Римский-Корсаков «Золотой петушок»
- С. Рахманинов «Франческа да Римини»
- С. Рахманинов «Обручение в монастыре»
- С. Прокофьев «Игрок»
- Дж. Россини «Севильский цирюльник»
- Дж. Верди «Травиата»
- Дж. Верди «Бал-маскарад»
- Дж. Верди «Макбет»
- «Борис Годунов»

#### Балет
Является музыкальным руководителем и дирижёром-постановщиком следующих балетов
- 1991 — И. Стравинский «Петрушка»
- 1992, 1994 — А. Адан «Корсар»
- 1992 — С. Прокофьев «Блудный сын»
- 1994 — Х. Левеншелль «Сильфида»
- 2001 — П. Чайковский «Лебединое озеро» (восстановленная версия первой постановки Ю. Григоровича)
- 2002, 2014 — А. Меликов «Легенда о любви»
- 2003 — А. Глазунов «Раймонда»
- 2003 — Д. Шостакович «Светлый ручей»
- 2005 — Д. Шостакович «Болт»
- 2005 — Ж. Бизе — Р. Щедрин «Кармен-сюита»
- 2008 — Б. Асафьев «Пламя Парижа»
- 2012 — Г. Форе, И. Стравинский, П. Чайковский «Драгоценности»
- 2012 — «Классическая симфония» на музыку С. Прокофьева
- 2012 — «Dream of Dream» на музыку С. Рахманинова
- 2012 — И. Стравинский «Аполлон Мусагет»
- 2013 — Л. Минкус «Баядерка»
- 2013 — «Онегин» на музыку П. Чайковского
- 2014 — «Дама с камелиями» на музыку Ф. Шопена
- 2016 — Л. Минкус «Дон Кихот»
- 2022 — В. Гаврилин «Анюта»
- «Жизель» А. Адана
- «Иван Грозный» на музыку С. Прокофьева
- «Ромео и Джульетта» С. Прокофьева
- «Спартак» А. Хачатуряна
- «Спящая красавица» П. Чайковского
- «Щелкунчик» П. Чайковского
- «Артефакт-сюита» на музыку Э. Кроссман-Хехт, И. С. Баха
- «Коппелия» Л. Делиба

#### Участие в постановках Михайловского театра
Является музыкальным руководителем и дирижёром-постановщиком следующих балетов:
- 2020 — Л. Делиб «Коппелия»
- 2021 — Р. Щедрин «Конёк-Горбунок»

## Дискография
Записал произведения П. Чайковского, С. Рахманинова, Э. Грига с Академическим симфоническим оркестром Московской государственной филармонии и Государственным симфоническим оркестром радио и телевидения. В 2014 с Квинслендским симфоническим оркестром записал балет «Щелкунчик».

## Награды
- Заслуженный артист Российской Федерации (1997)